# NGC 5331 NED02
NGC 5331 NED02 (PGC 49266) est la galaxie petite boréale d'une lointaine paire de galaxies spirales en interaction gravitationnelle située dans la constellation de la Vierge. Sa vitesse par rapport au fond diffus cosmologique est de 10 190 ± 28 km/s, ce qui correspond à une distance de Hubble de 150 ± 11 Mpc (∼489 millions d'al). L'autre galaxie de cette paire est PGC 49264. Cette paire de galaxies a été découverte par l'astronome germano-britannique William Herschel en 1793. 

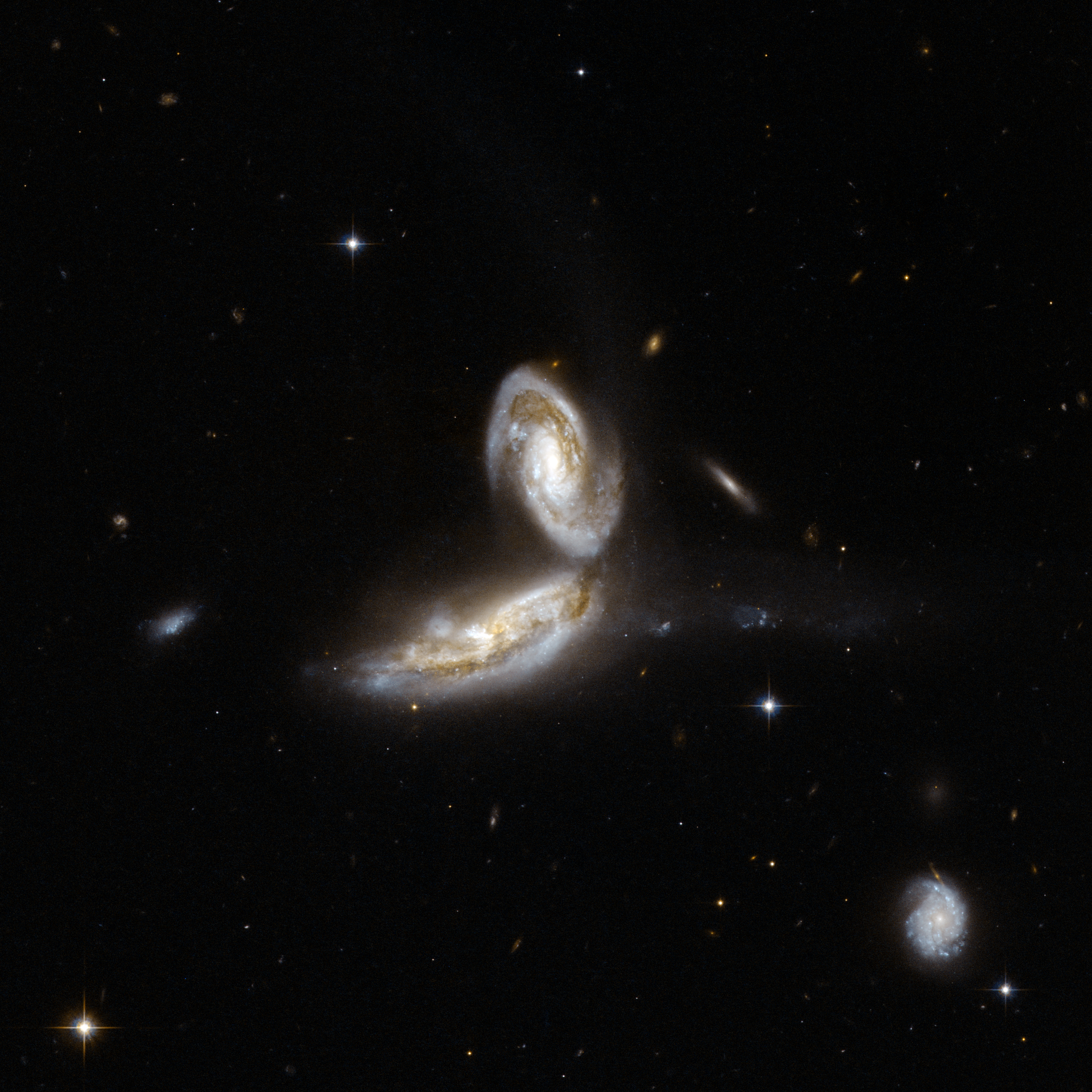
La paire de galaxies en interaction NGC 5331 par le télescope spatial Hubble.

PGC 49266 renferme des régions d'hydrogène ionisé.